# Episodi de L'ispettore Derrick (dodicesima stagione)
La dodicesima stagione della serie televisiva L'ispettore Derrick, composta da 13 episodi, è stata trasmessa in Germania nel 1985 sul canale ZDF.
| nº Prima TV Germania | nº Produzione | nº Stagione x nº Episodio | Titolo originale          | Titolo italiano             | Prima TV Germania | Prima TV Italia  | Anno Produzione |
| -------------------- | ------------- | ------------------------- | ------------------------- | --------------------------- | ----------------- | ---------------- | --------------- |
| 123                  | 123           | 12x01                     | Der Mann aus Antibes      | L'uomo di Antibes           | 15 gennaio 1985   | 10 ottobre 1985  | 1984            |
| 124                  | 124           | 12x02                     | Gregs Trompete            | La tromba di Greg           | 8 febbraio 1985   | 17 ottobre 1985  | 1984            |
| 125                  | 125           | 12x03                     | Raskos Kinder             | I figli di Rasko            | 4 marzo 1985      | 21 novembre 1985 | 1984            |
| 126                  | 126           | 12x04                     | Toter Goldfisch           | Inserzioni pericolose       | 22 marzo 1985     | 7 novembre 1985  | 1984            |
| 127                  | 127           | 12x05                     | Wer Erschoss Asmy?        | Chi ha sparato ad Asmy?     | 19 aprile 1985    | 26 dicembre 1985 | 1984            |
| 128                  | 128           | 12x06                     | Das tödliche Schweigen    | La morte di Maria Simka     | 3 maggio 1985     | 31 ottobre 1985  | 1984            |
| 129                  | 129           | 12x07                     | Ein unheimlicher Abgang   | Una misteriosa scomparsa    | 17 maggio 1985    | 9 gennaio 1986   | 1985            |
| 130                  | 130           | 12x08                     | Schwester Hilde           | Suor Hilde                  | 14 giugno 1985    | 2 gennaio 1986   | 1985            |
| 131                  | 131           | 12x09                     | Lange Nacht für Derrick   | Una lunga notte per Derrick | 28 giugno 1985    | 16 gennaio 1986  | 1985            |
| 132                  | 132           | 12x10                     | Kranzniederlegung         | Una corona di fiori         | 6 settembre 1985  | 23 gennaio 1986  | 1985            |
| 133                  | 133           | 12x11                     | Tod eines jungen Mädchens | Un fatale malinteso         | 4 ottobre 1985    | 30 gennaio 1986  | 1985            |
| 134                  | 134           | 12x12                     | Die Tänzerin              | La ballerina                | 3 novembre 1985   | 6 febbraio 1986  | 1985            |
| 135                  | 135           | 12x13                     | Familie im Feuer          | Una famiglia in pericolo    | 12 dicembre 1985  | 1 marzo 1987     | 1985            |

## L'uomo di Antibes
- Titolo originale: Der Mann aus Antibes
- Diretto da: Jürgen Goslar
- Scritto da: Herbert Reinecker
- Interpreti: Horst Tappert - Stephan Derrick, Fritz Wepper - Harry Klein, Willy Schäfer - Willy Berger, Christian Kolund - Bondeck, Sky Dumont - Limbach, Irina Wanka - Irene Maurer, Edwin Marian - Vater Maurer, Henry Stolow - Joe Schneider, Gustl Datz - Wirt

### Trama
Mentre gli spettatori stanno uscendo da un teatro, poco distante si sente un urlo di una donna. Viene trovata morta accoltellata Irene Maurer, poco più che ventenne. Derrick comunica al padre la notizia dell'assassinio. Il padre informa Derrick che la figlia Irene non viveva più in famiglia da alcuni mesi e che amava viaggiare

## La tromba di Greg
- Titolo originale: Gregs Trompete
- Diretto da: Jürgen Goslar
- Scritto da: Herbert Reinecker
- Interpreti: Horst Tappert - Stephan Derrick, Fritz Wepper - Harry Klein, Willy Schäfer - Willy Berger, Ekkehardt Belle - Joachim Lutze, Carolin Ohrner - Cornelia, Sieghardt Rupp - Andreas Klinger, Karl Renar - Berkhahn, Jeanette Mühlmann - Susanne Loon, Dieter Schidor - Greg Norman, Pierre Franckh - Benno

### Trama
Joachim Lutze, in viaggio con la sua camionetta, viene fermato per strada a causa di un incidente. Una donna è gravemente ferita, quindi gli viene chiesto di trasportarla in ospedale. Arrivati al pronto soccorso, la donna consegna una borsa a Lutze chiedendogli di portarla a un certo indirizzo. Joachim non si sottrae e porta la borsa all'indirizzo dove incontra il sospettoso Beckhan. Tornato nel suo appartamento, ad attendere Joachim c'è la fidanzata Cornelia, che chiede le ragioni per il ritardo. Joachim spiega alla ragazza tutto e riconosce in Susanne Loon, una famosa cantante, la donna dell'incidente. La mattina seguente Joachim e Cornelia si recano in ospedale per andare a trovare Susanne, ma trovano Derrick che gli informa che la cantante è stata soffocata con un cuscino.

### Colonna sonora
- Eberhard Schoener, Why Don't You Answer

## I figli di Rasko
- Titolo originale: Raskos kinder
- Diretto da: Theodor Grädler
- Scritto da: Herbert Reinecker
- Interpreti: Horst Tappert - Stephan Derrick, Fritz Wepper - Harry Klein, Willy Schäfer - Willy Berger, Anja Jaenicke - Anja Rasko, Volker Eckstein - Michael Rasko, Claus Peter Ehrlich - Albert Rasko, Lisa Kreuzer - Evelyn Hausner, Andreas Seyferth - Kurt Eger, Peter Kuiper - Awyn Decker, Dieter Prochnow - Krassner, Henry Stolow - Grohmann

### Trama
Anja e Michael Rasko, figli di Albert, portavalori per conto di un supermercato, organizzano una rapina ai danni proprio del padre. Si mettono d'accordo con Alwin Decker, uomo con precedenti penali, il quale dovrà eseguire materialmente la rapina e i tre si dovranno spartire il bottino.

## Inserzioni pericolose
- Titolo originale: Toter Goldfisch
- Diretto da: Zbyněk Brynych
- Scritto da: Herbert Reinecker
- Interpreti: Horst Tappert - Stephan Derrick, Fritz Wepper - Harry Klein, Willy Schäfer - Willy Berger, Elisabeth Wiedmann - Julia Stettner, Paul Hoffmann - Wolfgang - Wolfgang Scholz, Thomas Astan - Ingo Stettner, Hans Georg Panczak - Roland Marks, Gerd Böckmann - Andreas Hessler, Robert Naegele - Lipper, Herbert Toede - Schumann, Jutta Kästel - Helga

### Trama
Mentre è a pranzo in mensa, Derrick viene informato dal collega Lapper del suicidio di una donna di mezz'età che, poco prima di morire, veniva sfruttata finanziariamente da Roland Marks, un giovane di bella presenza. Nel frattempo Roland Marks risponde all'inserzione per cuori solitari di Julia Stettner, una signora di cinquantacinque anni di posizione sociale elevata. I due s'incontrano e, nonostante la diversità d'età, nasce tra loro un'amicizia. Una sera, di ritorno al suo appartamento, Roland trova morto il suo coinquilino Andreas.

## Chi ha sparato ad Asmy?
- Titolo originale: Der Mann aus Antibes
- Diretto da: Jürgen Goslar
- Scritto da: Herbert Reinecker
- Interpreti: Horst Tappert - Stephan Derrick, Fritz Wepper - Harry Klein, Willy Schäfer - Willy Berger, Anne Bennent - Erni Weik, David Bennent - Heinz Weik, Inge Brikmann - signora Asmy, Constanze Engelbrecht - Helene Asmy, Jürgen Emanuel - Robert Asmy, Enzi Fuchs - Erta Stemmer, Fritz Straßner - Johann Bracke, Werner Asam - Benno Schillers

### Trama
Robert Asmy viene colpito con alcuni colpi di pistola fuori della sauna di casa sotto gli occhi di Ernie Weik, una sua giovane amante. Robert Asmy era divorziato con una figlia piccola. Ernei Weik, poco più che ventenne, è orfana dei genitori e vive con il fratellino Heinz.

## La morte di Maria Simka
- Titolo originale: Das tödliche Schweigen
- Diretto da: Theodor Grädler
- Scritto da: Herbert Reinecker
- Interpreti: Horst Tappert - Stephan Derrick, Fritz Wepper - Harry Klein, Willy Schäfer - Willy Berger, Irina Wanka - Helga Södern, Jacques Breuer - Udo Hassler, Hans Helmut Dickow - Anton Hoppe, Henry van Lyck - Fred Stargard, Ernst Fritz Fürbringer Stargard, Arthur Brauss - Ludwig Simka, Ilse Neubauer - Gertrud Simka, Peter Bertram - Wiemann

### Trama
Mentre stanno tornando a casa dal lavoro, Derrick offre a Klein di fermarsi a casa sua per prendere una birra. All'improvviso squilla il telefono, dunque Derrick risponde. Dall'altra parte c'è Helga Södern che ha chiamato Derrick per dirgli che è stata inseguita da due uomini fino a casa e che è terrorizzata. Dopo essersi fatto dare l'indirizzo, Derrick e Klein si recano sul posto e trovano il fidanzato Udo, il quale di ce che è tutto a posto e non c'è motivo per preoccuparsi perché Helga ha avuto un'allucinazione. Il giorno dopo arriva la notizia della morte di Maria Simka, un ex ragioniera di una fabbrica chimica. Derrick e Klein hanno l'intuizione di collegare i due fatti. Emerge che Helga era la segretaria di Maria Simka.

## Una misteriosa scomparsa
- Titolo originale: Ein unheimlicher Abgang
- Diretto da: Jürgen Goslar
- Scritto da: Herbert Reinecker
- Interpreti: Horst Tappert - Stephan Derrick, Fritz Wepper - Harry Klein, Willy Schäfer - Willy Berger, Christiane Krüger - Liane Diebolz, Christoph Eichhorn - Claus Diebolz, Dirk Galuba - Rudolf Diebolz, Peter Bongartz - Bernhard Kolewski, Lisa Kreuzer - Frau Meissner, Klaus Hönhe - Heffner, Gabriele Fischer - Maria, Hans Stadtmüller - Kellner Kajus

### Trama
Liane Diebolz trova un messaggio del marito Rudolf con il quale annuncia il suicidio. Poco dopo una barca, che è ormeggiata nel lago vicino alla casa dei Diebolz, esplode. In seguito viene trovato un corpo che viene riconosciuto in Rudolf Diebolz, nonostante ciò per Derrick non tutto quadra.

## Suor Hilde
- Titolo originale: Schwester Hilde
- Diretto da: Theodor Grädler
- Scritto da: Herbert Reinecker
- Interpreti: Horst Tappert - Stephan Derrick, Fritz Wepper - Harry Klein, Willy Schäfer - Willy Berger, Inge Meysel - Suor Hilde, Susanne Uhlen - Anita Henk, Ekkehardt Belle - Kurt Born, Klaus Abramowsky - signor Born, Lis Verhoeven - signora Born, András Fricsay Kali Son - Kusich, Angela Hillebrecht - proprietaria della profumeria, Andrea Dahmen - Suor Anna

### Trama
Kusich, un uomo con molti precedenti per lo sfruttamento della prostituzione, è arrivato a Monaco per ritrovare Anita Henk, una sua ragazza che lavorava ad Amburgo. Anita Henk, una bellissima ragazza che si è rifatta una vita grazie all'aiuto di Suor Hilde, lavora come commessa in una profumeria del centro ed è fidanzata con Kurt Born, un ragazzo di buona famiglia. Kusich costringe Anita a seguirlo nell'albergo dove alloggia e, dopo averla violentata, vuole che torni ad Amburgo. Tornata a casa Anita telefona immediatamente a Suor Hilde per chiederle aiuto. Suor Hilde, che considera Anita come una figlia, non esita un attimo e il giorno stesso parte per Monaco in aereo. Arrivata a Monaco alloggia nello stesso albergo di Kusich. Suor Hilde va nella stanza di Kusich e tra i due inizia una furibonda lite. Il giorno dopo Kusich viene trovato pugnalato con un coltello da frutta.

## Una lunga notte per Derrick
- Titolo originale: Tod eines jungen Mädchens
- Diretto da: Dietrich Haugk
- Scritto da: Herbert Reinecker
- Interpreti: Horst Tappert - Stephan Derrick, Fritz Wepper - Harry Klein, Willy Schäfer - Willy Berger, Klaus Scharzkopf - Avvocato Bomann, Annemarie Düringer - Annemarie Bomann, Marion Kracht - Roberta Bomann, Christian Kohlund - Avvocato Strobel, Marika Adam - ssignora Seyner, Horst Sachtleben - signor Stoll, Eva Maria Bayerwaltes - Anneret Rotter, Wilfried Baasner - Rotter, Michael Gahr - Golz, Michael Boettge - Honold, Klaus Krüger - Sobach

### Trama
Roberta, figlia dell'avvocato Bomann, viene rapita in casa. Arriva una telefonata ai genitori di Roberta da parte dei rapitori, i quali non chiedono soldi per il riscatto, bensì che venga consegnata di nascosto una pistola a Rotter, un assistito proprio di Bomann che il giorno successivo probabilmente verrà condannato in tribunale. Con riluttanza, Bomann telefona a Derrick per chiedergli di aiutarlo. Per tutta la notte Derrick e la sua squadra faranno di tutto per salvare la ragazza.

## Una corona di fiori
- Titolo originale: Kranzniederlegung
- Diretto da: Zbyněk Brynych
- Scritto da: Herbert Reinecker
- Interpreti: Horst Tappert - Stephan Derrick, Fritz Wepper - Harry Klein, Willy Schäfer - Willy Berger, Herbert Stass - Gerhard Trosse, Eduard Erne - Heinz Lissner, Jutta Kammann - Dottoressa Lissner, Henry van Lyck - Adrian Schycker, Karl Renar - Vater Köhler, Holger Petzold

### Trama
Sulla corona di fiori di una ragazza di solo diciannove anni morta per overdose di eroina, Heinz Lissner lascia il messaggio "I tuoi assassini saranno puniti". Il giornalista Gerhard Trosse assiste alla scena e ne parla con il ragazzo. Alcuni giorni dopo Alfons Köhler, uno degli spacciatori, viene ucciso a colpi di pistola sulla porta di casa.

### Colonna sonora
- Frank Duval, Times For Lovers

## Un fatale malinteso
- Titolo originale: Tod eines jungen Mädchens
- Diretto da: Theodor Grädler
- Scritto da: Herbert Reinecker
- Interpreti: Horst Tappert - Stephan Derrick, Fritz Wepper - Harry Klein, Willy Schäfer - Willy Berger, Hans Korte - Robert Linder, Gustl Halenke - Agnes Linder, Claus Biederstaedt - Harlald Linder, Pierre Franckh - Berthold Linder, Frank Hessenland - Hans Glogau, Peter Kuiper - Albert Sussloff, Margot Mahler - Ilse Becker, Frithjof Vierock - Rudolf Dorsen

### Trama
Margot Glogau viene trovata assassinata nel suo appartamento. Margot, giovane donna molto affascinante, viveva sola e lavorava come commessa in un grande magazzino. Per risolvere il caso Derrick e Klein indagano nell'ambiente lavorativo.

## La ballerina
- Titolo originale: Die Tänzerin
- Diretto da: Zbyněk Brynych
- Scritto da: Herbert Reinecker
- Interpreti: Horst Tappert - Stephan Derrick, Fritz Wepper - Harry Klein, Willy Schäfer - Willy Berger, Heinz Bennent - Dottor Rohner, Ingrid Andree - Gudrun Rohner, Dietlinde Turban - Katrin May, Robert Jarczyk - Ralf Becker, Ruth Pistor - Dottoressa Hofer, Dieter Eppler - Dottor Kerstich, Toni Netzle - signora Brack, Manfred Seipold - Hammer, Christin Marquitan - Nina Müller

### Trama
Il custode di un collegio femminile viene ucciso a colpi di pistola. Tuttavia il reale obiettivo dell'assassino era la studentessa Katrin May, che negli ultimi mesi è diventata l'amica particolare di Rohner, un ricco imprenditore. Rohner è sposato con Gudrun, un'ex famosa ballerina.

## Una famiglia in pericolo
- Titolo originale: Familie im Feuer
- Diretto da: Zbyněk Brynych
- Scritto da: Herbert Reinecker
- Interpreti: Horst Tappert - Stephan Derrick, Fritz Wepper - Harry Klein, Willy Schäfer - Willy Berger, Beate Finckh - Anna Bohl, Ida Krottendorf - Thea Bohl, Henry van Lyck - Walter Bohl, Hans Georg Panczak - Ulrich Bohl, Dirk Galuba - Franz Weiler, Alice Treff - madre di Franz Weiler, Andrea Rau - barista punk, Klaus Abramowsky - Erich Lesko

### Trama
Franz Weiler, un noto pregiudicato di circa quarantacinque anni, viene freddato con alcuni colpi di pistola. Stava organizzando una rapina, che poteva fruttare molto denaro, assieme a Erich Lesko e Walter Bohl. Mentre Lesko è un noto criminale al pari di Weiler, Bohl non ha precedenti penali. Nei mesi precedenti la famiglia di Walter Bohl è in rovina e ha perso la gioia perché lo stesso Walter è stato licenziato, la moglie Thea vive separata, il figlio Ulrich si è dimesso e la figlia Anna è paralitica a seguito di un incidente stradale.

### Colonna sonora
- Eberhard Schoener, Call The Circus